# Pfeiffera asuntapatensis
Pfeiffera asuntapatensis är en kaktusväxtart som först beskrevs av M. Kessler, Ibisch och Barthlott, och fick sitt nu gällande namn av Ralf Bauer. Pfeiffera asuntapatensis ingår i släktet Pfeiffera och familjen kaktusväxter. Inga underarter finns listade i Catalogue of Life.